# NGC 3177
NGC 3177 је спирална галаксија у сазвежђу Лав која се налази на NGC листи објеката дубоког неба.
Деклинација објекта је + 21° 7' 23" а ректасцензија 10h 16m 34,1s. Привидна величина (магнитуда) објекта NGC 3177 износи 12,2 а фотографска магнитуда 13,0. Налази се на удаљености од 21,1000 милиона парсека од Сунца. NGC 3177 је још познат и под ознакама UGC 5544, MCG 4-24-23, CGCG 123-32, IRAS 10138+2122, PGC 30010.